# Rhopaloscelis schurmanni
Rhopaloscelis schurmanni là một loài bọ cánh cứng trong họ Cerambycidae.